# Gevigney-et-Mercey
Pour les articles homonymes, voir Mercey (homonymie).
Gevigney-et-Mercey est une commune française située dans le département de la Haute-Saône, la région culturelle et historique de Franche-Comté et la région administrative Bourgogne-Franche-Comté.

## Géographie

### Climat
Pour des articles plus généraux, voir Climat de la Bourgogne-Franche-Comté et Climat de la Haute-Saône.
En 2010, le climat de la commune est de type climat des marges montargnardes, selon une étude du Centre national de la recherche scientifique s'appuyant sur une série de données couvrant la période 1971-2000. En 2020, Météo-France publie une typologie des climats de la France métropolitaine dans laquelle la commune est dans une zone de transition entre le climat océanique altéré et le climat océanique altéré et est dans la région climatique  Lorraine, plateau de Langres, Morvan, caractérisée par un hiver rude (1,5 °C), des vents modérés et des brouillards fréquents en automne et hiver. 
Pour la période 1971-2000, la température annuelle moyenne est de 9,9 °C, avec une amplitude thermique annuelle de 17,2 °C. Le cumul annuel moyen de précipitations est de 933 mm, avec 12,9 jours de précipitations en janvier et 9,3 jours en juillet. Pour la période 1991-2020, la température moyenne annuelle observée sur la station météorologique de Météo-France la plus proche, « Montureux-lès-Baulay », sur la commune de Montureux-lès-Baulay à 4 km à vol d'oiseau, est de 10,9 °C et le cumul annuel moyen de précipitations est de 907,3 mm. 
La température maximale relevée sur cette station est de 40,8 °C, atteinte le 25 juillet 2019 ; la température minimale est de −25 °C, atteinte le 26 février 1986,,. 
Les paramètres climatiques de la commune ont été estimés pour le milieu du siècle (2041-2070) selon différents scénarios d'émission de gaz à effet de serre à partir des nouvelles projections climatiques de référence DRIAS-2020. Ils sont consultables sur un site dédié publié par Météo-France en novembre 2022.

## Urbanisme

### Typologie
Au 1er janvier 2024, Gevigney-et-Mercey est catégorisée commune rurale à habitat dispersé, selon la nouvelle grille communale de densité à sept niveaux définie par l'Insee en 2022.
Elle est située hors unité urbaine et hors attraction des villes,.

### Occupation des sols
L'occupation des sols de la commune, telle qu'elle ressort de la base de données européenne d’occupation biophysique des sols Corine Land Cover (CLC), est marquée par l'importance des territoires agricoles (88,4 % en 2018), une proportion sensiblement équivalente à celle de 1990 (88,7 %). La répartition détaillée en 2018 est la suivante : 
prairies (65 %), terres arables (21,1 %), forêts (7,7 %), zones urbanisées (4 %), zones agricoles hétérogènes (2,2 %). L'évolution de l’occupation des sols de la commune et de ses infrastructures peut être observée sur les différentes représentations cartographiques du territoire : la carte de Cassini (XVIIIe siècle), la carte d'état-major (1820-1866) et les cartes ou photos aériennes de l'IGN pour la période actuelle (1950 à aujourd'hui).

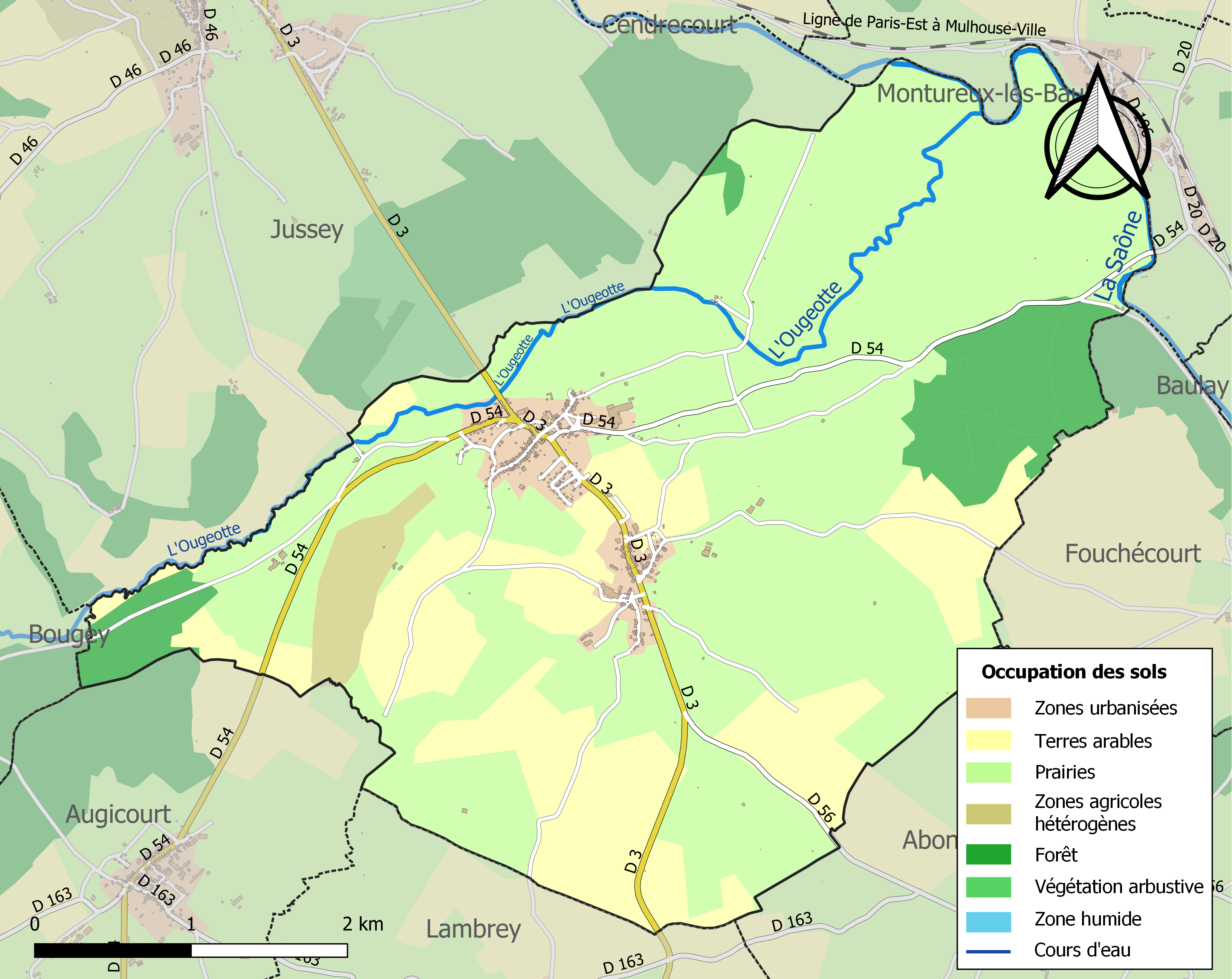
Carte des infrastructures et de l'occupation des sols de la commune en 2018 (CLC).

## Héraldique
|  | Les armes de la commune se blasonnent ainsi : Parti au 1) d’or à la fasce de sable, au 2) d’azur à la bande d’or. |

## Politique et administration

### Rattachements administratifs et électoraux
La commune fait partie de l'arrondissement de Vesoul du département de la Haute-Saône, en région Bourgogne-Franche-Comté. Pour l'élection des députés, elle dépend de la première circonscription de la Haute-Saône.
La commune appartenait depuis la Révolution française au canton de Combeaufontaine. Dans le cadre du redécoupage cantonal de 2014 en France, la commune fait désormais partie du canton de Jussey.

### Intercommunalité
La commune était membre de la communauté de communes des belles fontaines. À la suite de la fusion de cette intercommunalité avec d'autres, Gevigney-et-Mercey fait partie depuis 2013 de la communauté de communes des Hauts du val de Saône.

### Liste des maires
| Période                                  | Période                       | Identité            | Étiquette | Qualité |
| ---------------------------------------- | ----------------------------- | ------------------- | --------- | --- |
| Les données manquantes sont à compléter. |                               |                     |           | |
| 1882                                     | 1912                          | Ernest Garnier      |           | |
| 1919                                     | 1942                          | Joseph Garnier      |           | |
| 1942                                     | 1945                          | Paul Malparty       |           | |
| 1945                                     | 1953                          | Albert Finot        |           | |
| 1953                                     | 1967                          | Marcel Deprey       |           | |
| 1967                                     | 1989                          | Michel Simonin      |           | |
| 1989                                     | 1995                          | Claude Pernin       |           | |
| 1995                                     | 2008                          | Jean Pillot         |           | |
| 2008                                     | 2014                          | M. Claude Demongeot |           | |
| 2014                                     | En cours (au 23 janvier 2021) | Loïc Raclot         | Horizons  | Technicien territorial Syndicat intercommunal d’énergie du département Vice-président de la CC des Hauts du val de Saône (2014 → ) Président du Syndicat des Eaux (2014 → ) Référent de la République Ensemble de Haute-Saône (2020 → ) Réélu pour le mandat 2020-2026, |

## Démographie
En 2022, la commune de Gevigney-et-Mercey comptait 517 habitants. À partir du XXIe siècle, les recensements réels des communes de moins de 10 000 habitants ont lieu tous les cinq ans. Les autres « recensements » sont des estimations.
| 1654 | 1657 | 1726 | 1793  | 1800  | 1806  | 1821  | 1831  | 1836 |
| ---- | ---- | ---- | ----- | ----- | ----- | ----- | ----- | ---- |
| 320  | 497  | 622  | 1 174 | 1 142 | 1 200 | 1 200 | 1 122 | 996  |

| 1841 | 1846  | 1851  | 1856 | 1861 | 1866 | 1872 | 1876 | 1881 |
| ---- | ----- | ----- | ---- | ---- | ---- | ---- | ---- | ---- |
| 983  | 1 013 | 1 020 | 900  | 860  | 909  | 855  | 859  | 768  |

| 1886 | 1891 | 1896 | 1901 | 1906 | 1911 | 1921 | 1926 | 1931 |
| ---- | ---- | ---- | ---- | ---- | ---- | ---- | ---- | ---- |
| 785  | 705  | 744  | 700  | 744  | 634  | 529  | 602  | 552  |

| 1936 | 1946 | 1954 | 1962 | 1968 | 1975 | 1982 | 1990 | 1999 |
| ---- | ---- | ---- | ---- | ---- | ---- | ---- | ---- | ---- |
| 556  | 514  | 499  | 478  | 433  | 431  | 458  | 463  | 457  |

| 2006 | 2007 | 2012 | 2017 | 2022 | - | - | - | - |
| ---- | ---- | ---- | ---- | ---- | - | - | - | - |
| 460  | 460  | 456  | 482  | 517  | - | - | - | - |

## Économie
La commune à la spécificité d'avoir plus d'emploi que d'habitants (environ 580 emplois pour 492 habitants en 2022), grâce notamment à l'entreprise SAHGEV et SOGRAYDIS qui en compte pour leur part plus de 400 emplois. Entreprise principalement industrielle ou agricole.
Liste des entreprises : SAHGEV ; SOGRAYDIS ; LORA ; ADAPEI Pro (Handy Up) ; Transport MARTIN ; Restaurant "La Charbonette" ; CARSANA
et de nombreux artisans et agriculteurs

## Lieux et monuments
- L'église paroissiale Saint-Ferréol et Saint-Ferjeux.
- Le monument aux morts.

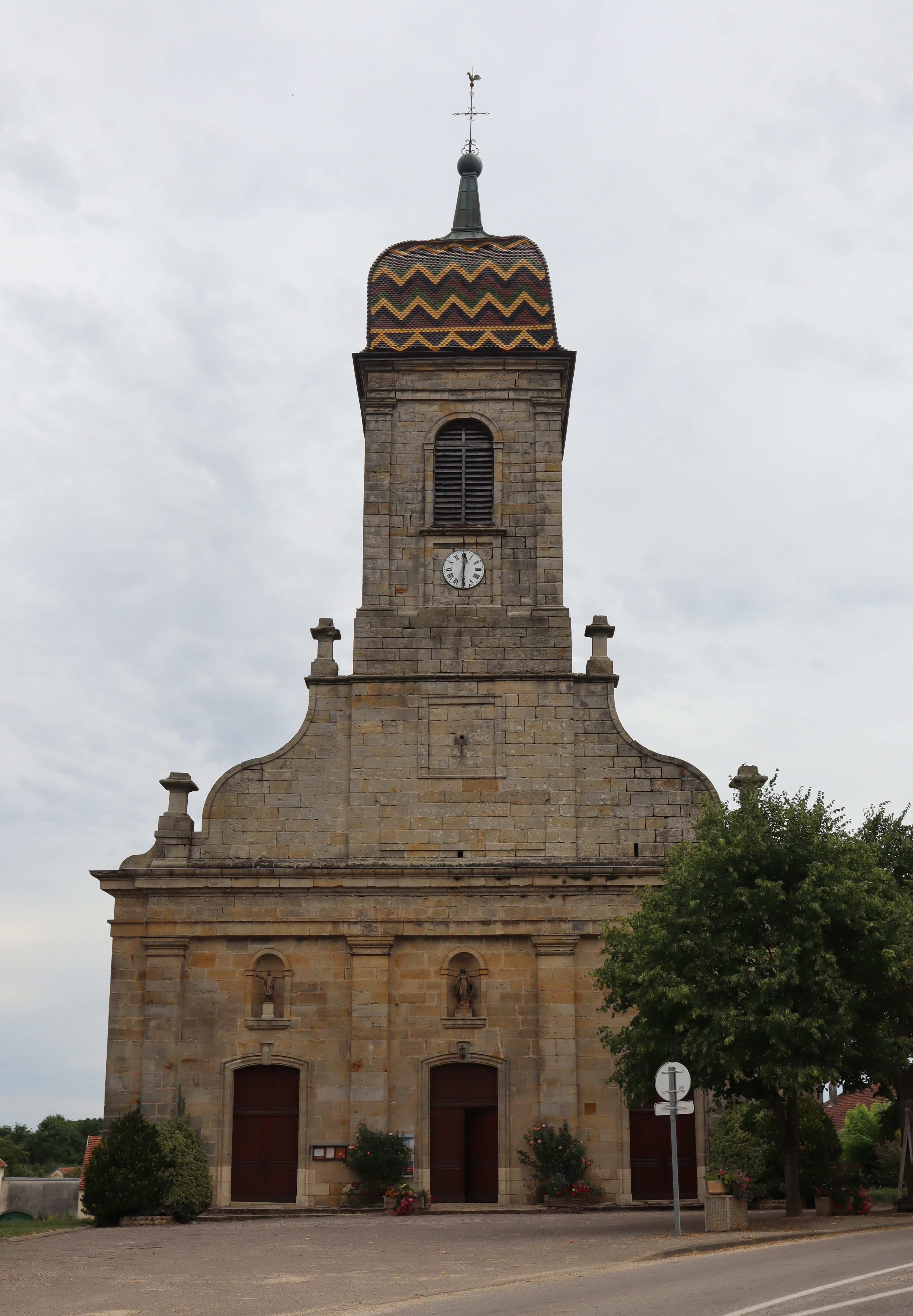
L'église Saint-Ferréol et Saint-Ferjeux.
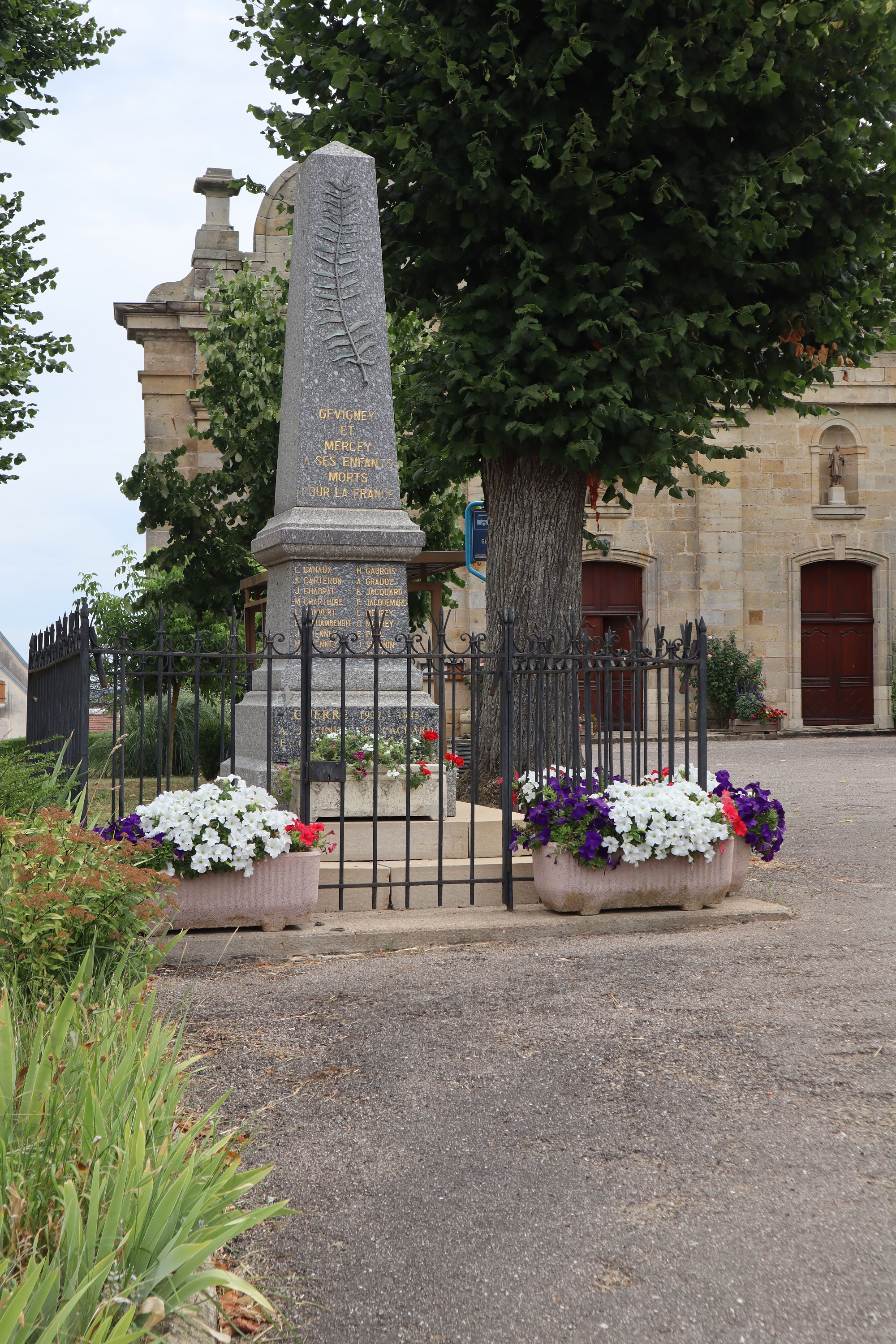
Le monument aux morts de Gevigney-et-Mercey.